# Arbatskaja (Filjovskajalinjen)
Arbatskaja (ryska: Арба́тская), är en station på Filjovskajalinjen i Moskvas tunnelbana.
Stationen invigdes 1935 och är en av tunnelbanans ursprungliga stationer.